# 江南春
『江南春』（こうなんのはる）は、唐の詩人・杜牧が詠んだ七言絶句。杜牧の代表作のひとつである。

## 本文
| 江南春         | 江南春                                                              | 江南春                                                                   |
| -------------- | ------------------------------------------------------------------- | ------------------------------------------------------------------------ |
| 千里鶯啼緑映紅 | 千里鶯啼いて 緑紅に映ず せんりうぐいすないて みどりくれないにえいず | 千里の彼方まで、ウグイスが鳴き、葉の緑と花の紅が映え合う春景色が広がる。 |
| 水村山郭酒旗風 | 水村 山郭 酒旗の風 すいそん さんかく しゅきのかぜ                   | 水辺の村にも、山の辺の村にも、新酒を告げる幟（のぼり）が風に揺れている。 |
| 南朝四百八十寺 | 南朝 四百八十寺 なんちょう しひゃくはっしんじ                       | 南朝以来の四百八十にのぼる寺々、                                         |
| 多少樓臺煙雨中 | 多少の楼台 煙雨の中 たしょうのろうだい えんむのうち                 | その数多くの伽藍が、春雨の中に煙っている。                               |

## 解釈
題の「江南」は長江下流の東南地域、特に南朝の都があった建康（現在の南京）を中心とした一帯を指す。
その広大な江南の美しい春景色を歌っているが、前半は爽やかな晴景、後半は懐古の情を込めた雨景へと一転し、特定の地点の情景を詠んだというよりは、杜牧の脳裏にある春の江南のイメージをオムニバス的に写しとったものと解される。古くより「牧之専ら華操を事とす」とある通り、晩唐詩らしい印象派的な感覚美が特徴的である。
起句
- 「鶯」 - コウライウグイス[1]。黄鳥、黄鸝（こうり）とも呼ばれる[1]。日本のウグイスより大柄で[8]、黄色い羽毛を持ち[9]、高く澄んだ声で鳴く[5]。
- 「緑映紅」 - 漢詩における色彩の組み合わせとして、「緑と紅」は「青と白」と共に定番である[2]。

承句
- 「酒旗」 - 青い布に酒の銘柄などを書き[10]、新酒が醸されたことを示す幟[1]。酒帘（しゅれん）ともいう[3]。白楽天に「青旗酒を沽（う）りて梨花を趁（お）う」という句もあり、唐詩で酒旗はしばしば江南の景物として現れる[9]。杜牧は酒好きでもあった[11]。

転句
- 「南朝」 - 江南の建康に都を置いた宋、斉、梁、陳の四王朝（420年 - 589年）[3]。その前の呉と東晋を含めた六朝と解釈してもよい[10]。
- 「四百八十寺」 - 南朝の貴族社会では仏教が広く信仰され[3]、特に信心深かった梁の武帝は多くの寺院を建てた[10]。ここでいう480はむろん概数であり[12]、おおまかに数が多いことを述べている[13][4]。

結句
- 「多少」 - 疑問詞ではなく[1]「数えきれないほど多く」の意味[14]。
- 「樓臺」 - 寺院の伽藍[1]。「樓」は二階以上の高層建築、「臺」は展望用の建物を指す[4]。「樓臺」で費用と人手がかかる豪華な建築というイメージとなり、ひいてはそうした寺院を建てられるだけ仏教が繁栄していたことが暗に示される[4]。
- 「煙雨」 - 靄のようにけむる春雨[1]。烟雨とも書く[3]。

起句は「千里鶯啼…」と大きなスケールで江南の明るい春景色を色彩鮮やかに俯瞰し、承句では名詞の羅列による遠近法で近景へと空間的な深さを加えている。転句で今度は三百年もの昔の歴史世界へと思いを馳せて時間的な奥行きも加わり、かつての南朝の栄華が霧雨の中へかすむ様を結句で詠う。かように、前半で晴れた農村風景、後半で雨の古都の風景と、一見矛盾するように違う場面を詠んでいる所がこの作品のユニークさである。

## 制作
制作時期は明らかではなく、内容からしてどこで詠んだかも特定し難い。杜牧にとって江南は若い頃に沈伝師と牛僧孺の幕僚として務めた思い出の地で、その後もたびたび赴任しては江南を懐古する詩をいくつか作っている。
漢代まで後進地域だった江南地方は、南朝の時代には開発が進んで王朝文化が花開き、北方を逆に文化的にも経済的にも凌ぐようになった。隋・唐の時代には植民地的な扱いを受けた江南地方だが、北方が安史の乱で荒廃すると風光明媚で豊かな南方への憧れが人々の間に広まり、この『江南春』にもそうした「古き良き南朝時代」という気分が反映されている。

## 論評
この詩は有名なだけに、古くから様々に細かい物言いがつけられてもきている。

### 「千里」の適否
テキストによっては冒頭を「千里」でなく「十里」とするものもある。明の楊慎は『升庵詩話』で、唐人の詩集には訛字が多く訂正されることも多いとした上で「千里も離れた鶯の鳴き声を聞いたり緑紅を見たりするのは不可能で、十里ならば村々や酒旗や寺院楼閣と共にそれらを見聞きできる」と、もともと「十」だったものを後世の俗人が勝手に一筆加えて「千」に改変し台無しにしたと主張した。一方、清の何文煥は「そもそも題が『江南の春』であり、要するに江南の千里四方、どこへ行っても鶯が鳴ていて緑紅も映え、どこの村々にも酒旗がはためき、寺々の楼台も春雨に煙っているということだ。ただ一か所の情景を詠んだのではなく、ひろく江南全体を指して題を付けてあるのだ」と主張した。
この作品は杜牧の詩文集『杜樊川集』では「江南道中春望」（江南の旅での春の眺め）と題されており、起句は長い道中の折々で目にした情景と解しても無理はない。

### 寺院の数
「四百八十寺」は寺院の多さを大まかに表現していると解してよいが、『珊瑚鈎詩話』では「帝王の都する所にして四百八十寺当時已に多しと為す。而して詩人其の楼閣臺殿を侈（かざ）る」と、数に誇張があると生真面目に論駁している。
『南史』郭祖深伝には梁の郭祖深の上奏文として「都下の仏寺は五百余所、宏麗を窮極す（極めて壮麗である）」とあり、『釈氏通覧』には金陵は旧来七百余寺とある。

### 「八十寺」の読み
「八十寺」を「はっしんじ」と読むのは、平仄の辻褄を合わせるための伝統的な読みぐせである。すなわち、転句は平仄が○○●●●●●となっており、正格ならば6文字目が平声になって二六対にならなければいけないが、句脚が五仄続いて破格になっている。おそらく「四百八十寺」というフレーズにこだわった末の窮策であろう。ここで入声の「十」を平声に転じて「忱」（シン）・「諶」（シム）と読むという説があり、「はっしんじ」の読みはこれに基づく。また、填詞家は時に入声を平声で読む傾向があったため、杜牧もそれを前提にしていたという説もある。
なお、絶句は律詩や排律ほどには平仄にこだわらないものであり、またこうした破格の詩は杜牧を含め当時の詩では珍しくないことから、普通に「はちじゅうじ」で問題ないとする見解もある 。

## 影響
杜牧の代表作として非常に著名な作品であり、よく詩吟される。
芭蕉の弟子の服部嵐雪に「鯊（はぜ）つるや 水村山郭 酒旗の風」という句がある。（鯊は秋の季語）。